# Mořina
Mořina település Csehországban, a Berouni járásban. Mořina Karlštejn, Vysoký Újezd, Mořinka, Lužce, Roblín és Hlásná Třebaň településekkel határos. Lakosainak száma 937 fő (2024. január 1.).

## Népesség
A település lakosságának változását az alábbi diagram mutatja:
| Lakosok száma | 616  | 712  | 874  | 710  | 541  | 594  | 829  | 851  | 852  | 937  |
|               | 1869 | 1890 | 1921 | 1950 | 1980 | 2001 | 2017 | 2019 | 2022 | 2024 |